# Gelazije II.
Gelazije II., rođen kao Giovanni Coniulo (umro 29. siječnja 1119.), bio je papa od 24. siječnja 1118. do 29. siječnja 1119. godine.